# Minas Ibrahim al-Yousifi
Minas Ibrahim al-Yousifi, född i byn Shiez, är en svensk-irakier av assyriskt ursprung hemmahörande i Jönköping. Efter att Saddam Hussein störtats återvände al-Yousifi till Irak för att bistå med återuppbyggnaden av landet. Han blev där partiledare för det kristdemokratiska partiet i Irak, som dock inte ställde upp i parlamentsvalet i Irak i januari 2005. I februari 2005 påstod han sig ha blivit kidnappad av en grupp i Irak som bl.a. krävde att USA skulle lämna Irak till förmån för en FN-förvaltning samt att Sveriges kung Carl XVI Gustaf skulle engagera sig i fallet. Hans familj i Sverige består bland annat av dottern Ronak al-Yousifi och sonen Avin al-Yousifi.
Kidnapparna krävde först en lösesumma på 27 miljoner kronor, därefter en lösesumma på 2,7 miljoner kronor varefter de till slut bestämde sig för att frige al-Yousifi utan lösesumma. En av anledningarna till detta skall ha varit att vatikanens diplomatiska sändebud i Irak engagerade sig i al-Yousifis fall, men även den dåvarande svenske ambassadören Bengt Sparre har fått erkännande för frisläppandet.